# War Room (película)
War Room (Un lugar donde rezar en España, Cuarto de guerra en Hispanoamérica) es una película dramática cristiana estadounidense de 2015 dirigida por Alex Kendrick y escrita por él mismo y Stephen Kendrick. Es la quinta película de los hermanos Kendrick y su primera a través de su filial, Kendrick Brothers. Provident Films, Affirm Films y TriStar Pictures se asociaron con los hermanos Kendrick para estrenar la película.
La película se estrenó en los cines norteamericanos el 28 de agosto de 2015 y recibió críticas generalmente negativas de parte de los críticos, pero se convirtió en un éxito de taquilla y un éxito durmiente, recaudando 74 millones de dólares en todo el mundo.

## Argumento
Con buenos trabajos, una hermosa hija y una casa fantástica, los Jordan parecen tenerlo todo. Sin embargo, su matrimonio se hace aguas. Esto es así hasta que la última cliente de la esposa la convence de que a través de la oración podrá salvar su relación. Por lo que la Sra. Jordan sigue el consejo de su clienta y hace un cuarto dedicado a la oración en el cual ella guerreará por su familia y el futuro de su matrimonio.

## Reparto
- Priscilla Shirer como Elizabeth Jordan.
- T.C. Stallings como Tony Jordan.
- Karen Abercrombie como Miss Clara Williams.
- Alex Kendrick como Coleman Young.[10]
- Michael Jr. como Michael.
- Alena Pitts como Danielle Jordan.
- Beth Moore como Mandy.[11]
- Tenae Downing como Veronica Drake.
- Ben Davies como policía.

## Producción
Para esta película, Alex y Stephen Kendrick decidieron alejarse de Sherwood Pictures, la compañía de producción de películas basada en la iglesia que anteriormente había producido sus películas. En parte, los hermanos se fueron porque sintieron que la realización de la película distraía de otras partes del ministerio de la iglesia, y Alex le dijo a The Hollywood Reporter que sentían que «nosotros éramos el elefante en la habitación». En cambio, los hermanos produjeron la película a través de FaithStep Films y la lanzó a través de Sony Pictures. Respecto al título de la película, el director Kendrick dice: «Lo llamamos 'War Room' ('Cuarto de guerra') porque, como los militares, debemos buscar a Dios para la estrategia correcta antes de entrar en combate. Por combate, me refiero a los problemas diarios que enfrentamos en nuestra cultura». Los hermanos se inspiraron en la oración, y Alex afirmó que él cree que incluso la idea de un cuarto de guerra les fue dada por Dios.

### Rodaje
El rodaje se llevó a cabo durante un período de tres meses durante el verano de 2014 en varias ubicaciones de Carolina del Norte, incluidas Charlotte, Kannapolis, Concord, Hickory y Birkdale Village en Huntersville. En el cementerio de Oakwood, en Concord, se filmaron dos escenas diferentes con 40 años de diferencia. A través de efectos especiales, se agregaron el horizonte de Charlotte, árboles más grandes y algunas lápidas adicionales.

### Representación afroestadounidense
Los planes iniciales tenían a los personajes principales siendo blancos; sin embargo, Alex afirmó que comenzó a tener sueños sobre un elenco predominantemente afroestadounidense y, creyendo que Dios estaba tratando de decirle algo, los hermanos cambiaron los personajes para que estuvieran más en línea con el sueño de Alex. Al principio, Sony expresó cierta preocupación por una película con un reparto mayormente afroestadounidense producido por una compañía de producción liderada por blancos, pero los hermanos se mantuvieron firmes en su decisión.
Dado que varios personajes de la película son afroestadounidenses y que se estrenó solo unos meses después de la masacre de la iglesia de Charleston, los involucrados en la película dijeron no creer que el momento del estreno de la película sea una coincidencia. Según el director Kendrick, cuando Affirm Films vio la película por primera vez, dijeron: «Si esto se hubiera contado con una raza diferente, sería una película diferente».
Stallings, que representa un personaje protagónico en la película, declaró: «Hay muchas personas allá afuera — blancas y negras — que se quedan con sus familias y trabajan para resolver sus problemas. No son matones o dirigentes de pandillas. War Room dice la verdad sobre la sociedad al mostrar la contraparte de aquel estereotipo. La tensión racial es peligrosa y las personas agonizan y mucho de nosotros queremos que eso se detenga. Protestamos y denunciamos y tweeteamos, pero este problema es mucho más grande que los seres humanos. Esta película les da a las personas una manera de llevar estos problemas ante el Señor y mostrarles que la oración es la mejor arma para contraatacar».

## Música
Provident Label Group y Sony Music lanzaron una banda sonora con música inspirada en la película y la música original de la película realizada por Paul Mills. Ambos fueron lanzados el 7 de agosto de 2015.

## Recepción

### Taquilla
War Room recaudó $ 67.8 millones en los Estados Unidos y Canadá y $ 6.2 millones en otros territorios, por un total mundial de $ 74 millones, frente a un presupuesto de producción de $ 3 millones.
War Room hizo un estimado de $ 600 000 en los shows de la noche del jueves, que comenzaron a las 7 p. m. en 1017 salas de cine. En su día inaugural, la película recaudó $ 4 millones. En su primer fin de semana, la película recaudó $ 11.4 millones, más del doble de las proyecciones iniciales, terminando en segundo lugar en la taquilla detrás del titular número uno de la tercera semana Straight Outta Compton ($ 13.1 millones) con solo ⅓ del número de teatros y el doble del total de ingresos por teatro.
En su segundo fin de semana, la película terminó primero en la taquilla con $ 9.5 millones, y se convirtió en la primera película en alcanzar el puesto número 1 en la taquilla norteamericana con un bruto de menos de $ 10 millones desde que The Possession alcanzó el número 1 en su segundo fin de semana con $ 9.31 millones durante el mismo fin de semana de 2012. Durante los cuatro días del fin de semana de Labor Day, la película registró un aumento del 18% con un total de $ 13.4 millones durante el fin de semana de 1526 pantallas.  Con respecto al rendimiento de la taquilla de War Room, CNN dijo que «algunos podrían llamarlo un David basado en la fe frente a los Goliat seculares en la industria del entretenimiento». Todavía se ubicó en el número 3 en su tercera semana, aumentando su conteo de pantallas a 1647 con ingresos de $ 7.8 millones (18% de caída). Aumentó el número de pantallas en 295, pero cayó al sexto lugar a $ 6.2 millones.

### Respuesta crítica
En Rotten Tomatoes, la película tiene un índice de aprobación del 33% basado en 33 comentarios, con una calificación promedio de 4.4/10. Metacritic otorga a la película una puntuación promedio ponderada de 26 sobre 100, basada en 11 críticas, que indican «críticas generalmente desfavorables». En CinemaScore, el público dio a la película una calificación promedio excepcional de «A+» en una escala de «A+» a F, mientras que los espectadores encuestados por PostTrak le dieron a la película una «recomendación definitiva» del 73%.
El diario Los Angeles Times calificó la película de «más un estudio bíblico que de cualquier otra cosa» y «tan pesada en amplios golpes de pulpito que es difícil dejarse arrastrar por el mensaje de la historia». The A.V. Club la llamó «estructuralmente indiferente y poco imaginativa», y dijo que era «espeluznante animar a las mujeres a creer que la verdadera fuente de sus problemas matrimoniales es Satanás en lugar de un tema que probablemente deba ser discutido».
Sin embargo, publicaciones orientadas hacia cristianos le dieron críticas positivas. The Christian Post elogió la película, calificándola como mejor que Courageous y Fireproof. Según Crosswalk.com, «es una buena noticia que War Room sea un paso adelante para los Kendrick, que continúan desarrollándose como cineastas». Nick Olszyk, de Catholic World Report, alabó la película de manera similar, escribiendo que representó con éxito «oración ... perdón, tentación, conversión y, lo más importante, la lucha cósmica entre Dios y el diablo que ocurre en cada hogar y en cada corazón».

### Lanzamiento en Blu-ray y DVD
War Room fue lanzado en disco Blu-ray y DVD por Sony Pictures Home Entertainment el 22 de diciembre de 2015. La película debutó en el segundo lugar en la tabla de videos caseros detrás de Minions. La semana siguiente, War Room alcanzó el primer lugar en la tabla de ventas de videos caseros. A partir de abril de 2018, la película había ganado $ 44.9 millones de las ventas de medios en el hogar.

## Premios y nominaciones
| Premio                                        | Resultado |
| --------------------------------------------- | --------- |
| Película más inspiradora - Premios Movieguide | Ganadora  |
| Película más inspiradora - Dove Award         | Ganadora  |